# Cheviot Hills

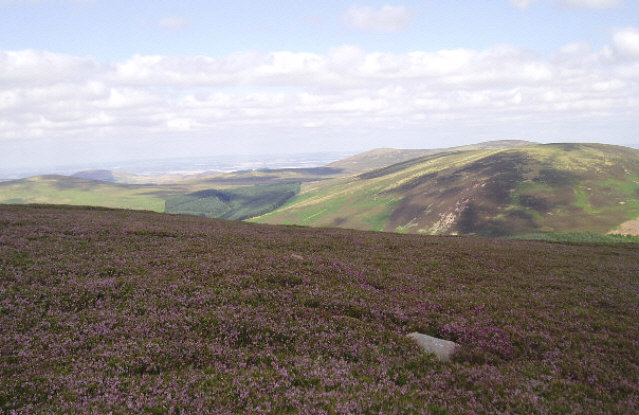
In den Cheviot Hills

Die Cheviot Hills [ˈtʃiːviət ˈhɪlz] in Großbritannien sind ein Berggebiet, welches sich auf beiden Seiten der schottisch-englischen Grenze zwischen Northumberland und den Scottish Borders erstreckt. Die höchste Erhebung ist mit 815 m (2674 ft) The Cheviot. Die englische Seite des Gebietes befindet sich im Northumberland-Nationalpark. Der Pennine Way Fernwanderweg führt durch die Cheviot Hills.
Auf 418 m Höhe überquert hier die A68 bei Carter Bar die schottisch-englische Grenze.
Die Berge bestehen meistens aus Granit aus dem Devon mit andesitischen Lavaströmen an den Flanken. Der Untergrund in den niedrigeren Gebieten ist Kalkstein aus dem Karbon.
Koordinaten: 55° 29′ N, 2° 9′ W